# Rândunică de munte
Rândunica de munte (Psalidoprocne fuliginosa) este o specie de pasăre din familia Hirundinidae.